# Bartolomeo Avanzini
Bartolomeo Luigi Avanzini (Roma, 1608 – Modena, 3 luglio 1658) è stato un architetto italiano.

## Biografia

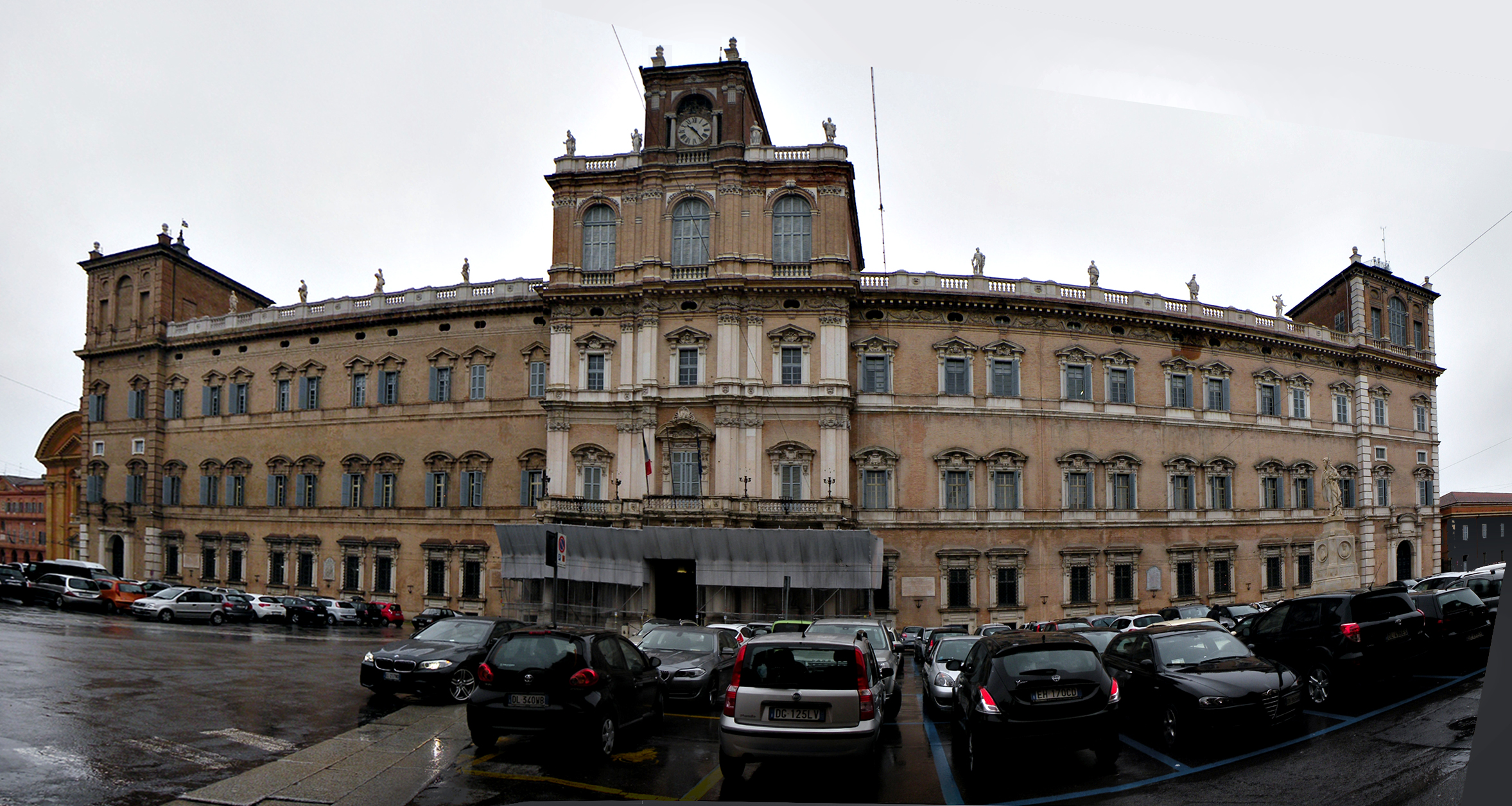
Il palazzo Ducale di Modena, principale progetto di Avanzini.

Nacque a Roma intorno al 1608 come figlio del pittore di corte pontificio Sante Avanzini e di Porzia Del Fiume.
Non si sa nulla della sua educazione artistica né delle sue prime opere, sebbene sia certo che studiò le opere di Gian Lorenzo Bernini. Nel 1634 ricevette dal cardinale Rinaldo d'Este, su commissione di Francesco I d'Este, l'incarico di completare il palazzo Ducale di Modena; nello stesso periodo si occupò anche di progettare la ricostruzione della delizia di Sassuolo e di progettare la realizzazione del santuario della Beata Vergine del Castello a Fiorano Modenese. Sempre a Modena disegnò la cupola di San Vincenzo, a Reggio Emilia si occupò di progettare l'oratorio di San Carlo, realizzato nel 1666 da Gerolamo Beltrami, e a Parma progettò l'altare maggiore dell'abbazia di San Giovanni Evangelista.
Fu certamente architetto ufficiale del ducato, come testimonia una lettera del segretario ducale Antonio Scapinelli ai fattori generali del 9 aprile 1634.
Morì a Modena nel 1658, lasciando in eredità i suoi lavori e i suoi disegni (alcuni dei quali riguardanti il palazzo Ducale modenese conservati presso la Galleria Estense di Modena) ad Antonio Luraghi, che gli successe come architetto ducale.